# KU Большой Медведицы
KU Большой Медведицы (лат. KU Ursae Majoris) — одиночная переменная звезда в созвездии Большой Медведицы на расстоянии приблизительно 872 световых лет (около 267 парсеков) от Солнца. Видимая звёздная величина звезды — от +14,8m до +14m.

## Характеристики
KU Большой Медведицы — пульсирующая полуправильная переменная звезда (SR:).